# Động đất Thiểm Tây 1556
Động đất Thiểm Tây 1556 (tiếng Trung: 嘉靖大地震; Hán-Việt: Gia Tĩnh đại địa chấn; hay tiếng Trung: 华县大地震; Hán-Việt: Hoa huyện đại địa chấn) xảy ra tại nước Đại Minh vào ngày 12 tháng 12 năm Gia Tĩnh thứ 34 (tức 23 tháng 1 năm 1556), các nhà khoa học hiện đại căn cứ theo ghi chép trong lịch sử, suy đoán cường độ động đất là từ 8,0 đến 8,3 Mw. Đây là trận động đất có sức phá hoại lớn nhất trong lịch sử Trung Quốc, cũng là trận động đất gây tử vong nhiều nhất trong lịch sử thế giới.

## Tình hình
Ngày 12 tháng 12 năm Gia Tĩnh thứ 34 (23 tháng 1 năm 1556), xảy ra động đất đồng thời tại Sơn Tây, Thiểm Tây, Hà Nam. Trận động đất này phân bố tại các khu vực Thiểm Tây, Sơn Tây, Hà Nam, Cam Túc, ảnh hưởng đến hơn một nửa lãnh thổ Trung Quốc, phạm vi cảm nhận được xa nhất đến tận Phúc Kiến, Lưỡng Quảng. Quân dân chết do bị đè, chìm, đói, bệnh, cháy không thể đếm được, tấu báo rằng có hơn 83 vạn. Có nhiều nhân khẩu tử vong do động đất, cực kỳ hiếm thấy trong lịch sử địa chấn. Có 97 châu tại ba tỉnh Thiểm Tây, Sơn Tây, Hà Nam chịu tổn hại, khu vực thiên tai ước tính rộng 280.000 km². Có 227 huyện thuộc 5 tỉnh có cảm nhận được trận động đất. Năm Gia Tĩnh thứ 34 là năm Ất Mão trong Can Chi, do vậy sử còn gọi là "Gia Tĩnh Ất Mão đại địa chấn", do vị trí chấn tâm nằm tại khu vực Hoa huyện thuộc Quan Trung nên còn được gọi là "Hoa huyện đại địa chấn"

## Ghi chép sử liệu

### Quá trình
| “ | Ngày Nhâm Dần tháng 12 năm thứ 34 (Gia Tĩnh), Sơn Tây, Thiểm Tây, Hà Nam đồng thời địa chấn, tiếng như sấm. Các xứ Vị Nam, Hoa Châu, Triều Ấp, Tam Nguyên, Bồ Châu tệ hơn. Hoặc đất vỡ suối tuôn, trong có ngư vật, hoặc thành quách phòng ốc, vùi vào trong đất, hoặc bình địa chợt biến thành núi đồi, hoặc một ngày mấy dư chấn, hoặc nhiều ngày dư chấn không ngừng. Hà, Vị lụt nặng, Hoa Nhạc, Chung Nam Sơn sạt lở, Hoàng Hà nước trong vài ngày. | ” |

Đường Tích Nhân dẫn "Đặng Châu chí" thời Thuận Trị, chỉ đêm đó Đặng huyện, Nội Hương tại Hà Nam "thấy rõ phong vũ từ tây bắc đến, chim thú đều rống lên, không lâu sau địa chấn tiếng như sấm". "Hoa Châu chí" biên vào thời Long Khánh (1567-1572) viết rằng giờ Thân ngày 12, cảm thấy đất chuyển động, khiến chóng mặt, trời tối u ám, và đêm trong nửa tháng sau không có ánh sáng, đất nghiêng ngả, vườn cây ngã đổ xuống đất, chợt thấy ở phía tây nam giống như có vạn xe đột nhiên lồng lên, cũng giống như sấm từ lòng đất phát ra, dân sợ hãi tán loạn, không biết làm sao, tường nhà đều đổ sập. Tần Khả Đại hồi tưởng "đêm đó, đang mơ màng thì có chấn động làm tỉnh giấc,..., mới biết đó là động đất". "Số người gặp họa, Đồng 潼, Bồ người chết chiếm 7/10; Đồng 同, Hoa người chết chiếm 7/10; Vị Nam người chết chiếm 5/10, Lâm Đồng người chết chiếm 4/10, tỉnh lỵ người chết chiếm 3/10, còn các châu huyện khác tùy theo xa gần mà thiệt hại ít hay nhiều”
Sau địa chấn, xuất hiện hiện tượng Hoàng Hà nước trong có thể thấy được đáy và mực nước hạ giảm, sử viết rằng giờ Tý ngày 12 tháng 12 năm thứ 34 (Gia Tĩnh), động đất từ tây bắc đến đông nam, có tiếng giống như sấm, đất nứt tạo thành khe rộng hơn một trượng, nước phun tràn ngập, nhìn như hải dương..Tường nhà sập hết, quá bán số người tử vong là trong mộ lớn đó. Đến ngày 17, Hoàng Hà trong suốt ba ngày, do vậy nhìn thấy đáy sông". "Tác giả Diên Lữ thời Minh đích thân quan sát được hiện tượng sau động đất xuất hiện mức nước ngầm giảm và địa ôn tại khu vực Quan Trung.

### Tổn thất
"Minh sử" viết rằng "Ngày Nhâm Dần tháng 12 năm 34 (Gia Tĩnh), Sơn Tây, Thiểm Tây, Hà Nam đồng thời địa chấn", đương thời chấn phong làm vỡ ngói, bay cát, không ai không kinh hãi. Đương thời, cựu Nam Kinh Binh bộ thương thư Hàn Bang Kỳ, Nam Kinh Quang lộc tự khanh Mã Lý, Lang trung Tiết Tổ học, Viên ngoại lang Hạ Thừa Quang, chủ sự Vương Thượng Lễ, Tiến sĩ Bạch Đại Dụng, Ngự sử Dương Cửu Trạch, cùng Nam Kinh Quốc tử giám tế tửu Vương Duy Trinh gặp nạn cùng ngày. Do chấn tâm động đất nằm trên cao nguyên Hoàng Thổ tại khu vực Quan Trung, hoàng thổ lở sụp tạo thành tai hại địa chất hết sức nghiêm trọng. Đất lở đổ xuống làm tắc Hoàng Hà, khiến dòng chảy ngược lại, cộng thêm cư dân địa phương phần nhiều trú trong diêu động của cao nguyên Hoàng Thổ, do hoàng thổ sụp gây thương vọng cực lớn. Đất nứt vỡ, đất cát lỏng hóa, và hệ nước ngầm bị phá hoại, khiến tình hình thiên tai càng thêm nghiêm trọng. Tính năng chống động đất của phòng ốc trong khu vực yếu kém, động đất lại xảy ra vào đêm tối, mọi người không thể có phòng bị, đại đa số bị đè chết trong nhà. Sau động đất là các hiện tượng thứ sinh như thủy tai, hỏa tai, bệnh tật gây tai hại nghiêm trọng, cộng thêm khu vực Quan Trung đương thời liên tục hai năm đại hạn, năng lực tự cứu và khôi phục hết sức thấp kém, do vậy khiến trận động đất lần này gây tổn hại cực kỳ thảm khốc. Do động đất xảy ra vào giờ Tý, đương thời khiến 83 vạn người tử vong, không rõ còn có thêm bao nhiêu người thiệt mạng nữa. Số người tử vong do động đất và thương vong Hoàng Hà tràn bờ là tương đương, là địa chất gây tử vong nhiều nhất được ghi chép tại Trung Quốc, cũng là động đất có số lượng tử vọng cao nhất trong lịch sử toàn cầu.
Sau khi xảy ra động đất, tại Hoa huyện, Hoa Âm, Đại Lệ, Đồng Quang trong phạm vi vài nghìn km², toàn bộ các loại kiến trúc đều đổ sập, quan dân tử thương thảm trọng. Tử Vi quan tại huyện Đại Lệ và Thái Bạch trì tại tây nam Triều Ấp là hồ ao có diện tích tương đối, "kinh địa chấn bình vu", nước hồ khô cạn. Tại phụ cận Đồng Quan, địa chấn khiến "nhiều núi sụp lở, đường Đồng Quan tắc, (Hoàng) Hà chảy ngược", chảy vào Vị Hà. Động đất còn khiến Vị Hà đổi dòng chảy, dịch về phía bắc khoảng 5 km. Tại Tây An, Tiểu Nhạn tháp cao 15 tầng do ảnh hưởng của địa chấn nên đỉnh tháp bị hủy hoại, chỉ còn 13 tầng dưới. Lăng viên Càn lăng của Đường Cao Tông tại Càn huyện cũng bị phá hủy hoàn toàn.

### Cứu tế
Do khu vực Quan Trung trước đó từng hai năm liền đại hạn, mất mùa đói kém khiến sau thiên tai gần lâm vào tình cảnh tuyệt vọng. Động đất diễn ra vào giữa mùa đông, tai dân chết cóng, chết đói và năm sau ôn dịch lan truyền khiến người chết không thể đếm xuể. Một loạt tai hại tự nhiên khác bắt nguồn từ động đất cũng xảy ra. Sau động đất, tình hình thiên tai đã được quan viên các địa phương cấp báo ngay cho triều đình, tuy nhiên do đương thời giao thông thô sơ (chỉ có xe ngựa), đến tháng 2 âm lịch năm sau (tức là khoảng 3 tháng sau trận động đất) thì quan viên được triều Minh phái đi cứu trợ là Hộ bộ tả thị lang Trâu Thủ Ngu, mới đến được khu vực thiên tai. Trong thời gian này, sĩ thân địa phương đều khẳng khái dốc của cải, tận lực cứu tế tai dân. Tháng 2 năm Gia Tĩnh thứ 35, triều đình hạ lệnh "do động đất nên phát bốn vạn lạng bạc cho các huyện thuộc Bình Dương phủ tại Sơn Tây, Diên An phủ tại Thiểm Tây, đồng thời miễn trừ thuế lương có khác biệt", tháng 5 cùng năm, lại ban bố mệnh lệnh "do động đất Thiểm Tây, chiếu phát vạn lạng bạc từ kho lớn cho Diên Tuy, một vạn lạng cho Ninh Hạ, một vạn năm nghìn lạng cho Cam Túc, một vạn lạng cho Cố Nguyên...đình miễn hạ thuế".
Sau khi xảy ra động đất, nhiều tai dân may mắn sống sót lâm vào cảnh không có y phục, lương thực, nhà cửa, cơ hàn trong tháng chạp mùa đông. Đương thời, nhiều châu huyện tại khu vực thiên tai xảy ra sự kiện nạn dân cướp lương thực và nổi loạn quy mô lớn. Tai dân "phong khởi vi đạo", "thưởng lược đại khởi". Quan phủ dùng vũ lực trấn áp để áp chế nhiễu loạn, kết quả càng khiến lòng người đại loạn, hỗn loạn bất an. Trước tình cảnh này, triều đình nhà Minh vận chuyển vật tư cứu trợ đến khu vực thiên tai nhằm an định lòng người, đồng thời cũng phái khiển khâm sai đại thần đến khu vực thiên tai "tế cáo thần linh tại danh sơn đại xuyên, hà lạc" để cầu mong "mặc tương hóa cơ, chuyển tai vi tường".

## Ảnh hưởng
Động đất Gia Tĩnh là một trận động đất nổi tiếng lịch sử về sức ảnh hưởng rộng và tổn thất nghiêm trọng tại khu vực nhân khẩu đông đúc trong lịch sử Trung Quốc, trận động đất này khiến núi sụp lở, sông đổi dòng trên quy mô lớn, thiệt hại nhân mạng cực kỳ thảm trọng. Trận động đất này có chấn tâm nằm tại Hoa huyện thuộc Thiểm Tây, tai họa tác động đến 97 châu, thuộc Sơn Tây, Thiểm Tây, Hà Nam, Cam Túc, Hà Bắc, Sơn Đông, Hồ Quảng, Giang Tô và An Huy. Dư chấn trong nửa năm cứ mỗi tháng lại xảy ra với tần suất 3-4 lần, dư chấn kéo dài trong 5 năm mới yên. Do chế độ triều Minh vào hậu kỳ đã hủ bại, quốc khố trống rỗng. Sau khi xảy ra động đất, triều Minh rút từ quốc khố một lượng lớn của cải để phát chẩn cứu tai, khiến quốc khố triều Minh liên tục thiếu hụt trong hai năm, cộng thêm tai hại tự nhiên bắt nguồn từ động đất và ôn dịch khiến thuế thu của triều đình giảm thiểu, đối với tình hình quốc lực và tài chính của triều Minh đều tạo thành ảnh hưởng ở mức độ khác nhau.